# 卡雷爾島
卡雷爾島是南極洲的島嶼，位於阿黛利地，長0.4公里，屬於地質學群島的一部分，處於佩特雷爾島以南0.2公里，在1950年由法國探險隊繪入地圖，並以該國諾貝爾生理學或醫學獎得主亞歷克西·卡雷爾命名。